# Kuno Bakker
Kuno Bakker (1967) is een Nederlandse acteur en theatermaker.
Hij volgde zijn opleiding aan de Toneelschool Arnhem, waar hij in 1993 afstudeerde. In dat jaar richtte hij toneelgezelschap Dood Paard op met zijn klasgenoten Manja Topper en Oscar van Woensel. Sindsdien werkte hij als acteur, theatermaker, artistiek leider en vertaler hoofdzakelijk bij zijn eigen gezelschap. In februari 2025 vertrok hij bij Dood Paard om zich meer te richten op projecten in België, waar hij ook woont. Kuno Bakker is te zien (geweest) in films van Nanouk Leopold, Mijke de Jong, Martijn Maria Smits en Tim Leyendekker, en in gastrollen in diverse televisieseries. In 2011 werd hij genomineerd voor de Gouden Kalf in de categorie beste mannelijke bijrol voor zijn aandeel in de film Brownian Movement.
Kuno Bakker doceert onder andere op P.A.R.T.S., KASK en Conservatorium Antwerpen.
Samen met Jolente De Keersmaeker heeft hij twee zonen die actief zijn als acteur Kes en Mo.
- International Standard Name Identifier: 0000 0003 7376 5680
- Library of Congress Control Number: no2011187746
- Nederlandse Thesaurus van Auteursnamen: 175357900
- RKD-Nederlands Instituut voor Kunstgeschiedenis: 209606
- Virtual International Authority File: 220456368